# Eric Born
Eric Born (31 de agosto de 1970) es un deportista suizo que compitió en judo. Ganó una medalla de plata en el Campeonato Mundial de Judo de 1993 y una medalla de oro en el Campeonato Europeo de Judo.

## Palmarés internacional
| Campeonato Mundial | Campeonato Mundial     | Campeonato Mundial | Campeonato Mundial |
| Año                | Lugar                  | Medalla            | Categoría          |
| ------------------ | ---------------------- | ------------------ | ------------------ |
| 1993               | Hamilton (Canadá)      | Medalla de plata   | –65 kg             |
| Campeonato Europeo |                        |                    |                    |
| Año                | Lugar                  | Medalla            | Categoría          |
| 1991               | Praga (Checoslovaquia) | Medalla de oro     | –65 kg             |